# Формула 3
Формула 3 (Ф3) е клас за автомобилни състезания с технически правила, определяни от ФИА. За разлика от Формула 1, при Ф3 може да има много шампионати, организирани от местни федерации, които използват тези правила. Ф3 исторически е категория стара колкото Ф1, правилата са създадени през 1950. Няма един-единствен шампионат на Ф3, има редица шампионати, които използват почти едни и същи правила.

## История
В началото през 1950 година двигателите са били с обем ограничен до 500 cm³, които са идвали от мотоциклети. В тази си форма категорията е невероятно популярна, има десетки производители на шасита и още в първите си години пилоти като Стърлинг Мос биват забелязани именно от Ф3. Именно във Ф3 Джон Купър въвежда модата двигателят да бъде средно разположен зад пилота и неговите болиди доминират английските шампионати. 500-кубиковата ера свършва през 1964 година, когато двигателите са заменени с 1,0-литрови карбураторни двигатели от серийни коли, като Форд Англия. През тази ера шаситата са правени от легендарни отбори като Брабъм, Лотус, Текно и Марч.
В периода от 1971 до 1973 ФИА позволява използването на 1,6-литрови двигатели с ограничител на въздухопотока. Това е кратък период в историята на Ф3 и през 1974 година ФИА въвежда съвременните правила, където двигателят има обем от 2,0 литра, 4 цилиндъра, без принудително пълнене и разбира се ограничител за въздуха. В тази ера много различни конструктури на шасита са побеждавали, като Марч, Мартини, Рейнард и Ралт. От средата на 90-те години на ХХ век, италианската Далара доминира пазара на Ф3 болиди.

## Шасита
ФИА променя правилата на всеки 3 години, като по този начин всяко шаси има т.нар. 3-годишен хомологационен цикъл. Въпреки че е отворена формула, повечето отбори предпочитат да закупят болид от някой от производителите, отколкото сами да го създадат, но въпреки това повечето отбори внасят технически подобрения в него през повечето състезания. През последните години много конструктури се опитаха да нарушат господството на Далара, сред които компании като Лола, Ралт и SLC. Лола-Доум успяха да победят в италианския шампионат, а с Дани Уотс бяха постоянно един от претендентите за победа, но никога не бяха фаворити. Ралт също опитват да се върнат на върха, като болидът е конструиран от българския инженер Николай Стаменов. Колата спечели американския Ф3 шампионат, но в британския, поради липса на средства, не успя да изкара дори цял сезон. SLC имат също обещаващ първи сезон във Ф3 Евросерии, но Фабио Карбоне не успя да спечели състезание и интересът към болида им от отборите бе малък, все пак по-успешно бе представянето им в германската Ф3 Купа, но и техният проект бе неуспешен.
Бившия собственик на отбор от Ф1, Ги Лижие закупи компанията Мартини и също се опита да конкурира Далара в германската Ф3 Купа, дори Нико Хюлкенберг бе пилот, но успехите далеч не са категорични.
Освен Далара, единствено Доум в Япония и Мигал от Франция разполагат с болиди, които отговарят на правилата за 2008 година, а Лола, Лижие и SLC за предишния период 2005 – 2007.

## Двигатели
Изискването е двигателите да идват от сериен модел на компанията производител и да имат обем от 2,0 литра и 4 цилиндъра. Мерцедес доминират тази ниша в последните години, но Фолксваген навлиза от 2008 година във Ф3 Евросерии, докато Муген-Хонда са сериозен конкурент в британската Ф3. Опел, Фиат и Тойота също произвеждат двигатели за Ф3. Като Фиат и Тойота са задължителния двигател за шампионатния клас в съответно Ф3 Италия и Ф3 Испания.
ТОМ Тойота доминират японската Ф3 и спечелват безапелационно състезанието в Макао, заради което много хора считат този двигател за най-добрия, но политиката на Тойота е да не го продава на частни отбори и затова само заводския отбор може да се възползва от него.

## Технологично развитие и пари
Почти всички отбори използват шасита Далара, но всички топ отбори разработват нови компоненти по механиката или аеродинамиката самостоятелно. Разликата между стандартния болид на Далара и такъв на топ отбор в края на хомологационния цикъл може да достигне 2 сек.
Много от отборите използват софтуер за симулации и CFD софтуер за проектиране на нови части. Като цяло Ф3 се счита за умален вариант на Ф1, в който инженери, механици и пилоти се подготвят. Пилотите, също като колегите си от Ф1, са натоварени с тест програми в които трябва да помагат за развитието на колата.
Заради тези инвестиции бюджетът, нужен за участието на 1 пилот във Ф3, варира в големи граници. Пилот може да участва само за около 150 – 200 хил. евро в някой от по-слабите шампионати, но в по-силните като Ф3 Евросериите са нужни почти 1,5 млн. евро.

## Скорост
Болидът от Ф3 е малко по-бавен от болид от Световните серии на Рено. Поради голямото значение на аеродинамиката, изпреварванията често са много трудни, защото пилотите не могат да следват от близо друг болид, точно както във Ф1, а в много от завоите скоростта на Ф3 е съпоставима само със Ф1.
Заради тези прилики с Ф1, стилът на каране на болид от Ф3 е много близък и е считан като изключителна школа за подготовката на пилоти.

## Специални състезания
Специалните състезание са тези, които не са само за участниците в даден шампионат, а са отворени за участници от всички Ф3 шампионати. Най-известното такова състезание е Международната купа на ФИА в Макао. Първото състезание е проведено през 1983 година и е спечелено от Айртон Сена. Макао се счита за най-важното Ф3 състезание, на него се събират Ф3 пилоти от цял свят.
Други такива състезания, които се организират периодично са Гран При на По, което е и най-старото от този тип, както и Ф3 Мастърс, което се провежда на пистите Зандворт или Золдер.
Гран При на Монако също е имало периоди, в които е събирало елита на Ф3; за последно това се случи през 2005 година, когато Люис Хамилтън победи съотборника си Адриан Сутил.

### Официални Страници
Европа
- F3 Euroseries
- British F3 Championship Архив на оригинала от 2009-08-17 в Wayback Machine.
- ATS Formel 3 Cup (Germany) Архив на оригинала от 2009-02-02 в Wayback Machine.
- Italian F3 Championship Архив на оригинала от 2009-08-03 в Wayback Machine.
- Spanish F3 Championship Архив на оригинала от 2009-12-24 в Wayback Machine.

Скандинавия
- Finnish F3 Архив на оригинала от 2008-12-20 в Wayback Machine.

Америка
- South American F3 Championship Архив на оригинала от 2009-05-22 в Wayback Machine.
- Chilean F3 Championship Архив на оригинала от 2013-01-06 в Wayback Machine.

Азия
- Asian F3 Championship Архив на оригинала от 2006-10-19 в Wayback Machine.
- All-Japan F3 Championship[неработеща препратка]

Океания
- Australian F3 Championship Архив на оригинала от 2010-09-28 в Wayback Machine.

### Други
- Историята на Ф3 Архив на оригинала от 2007-09-27 в Wayback Machine.
- 500race.org – The historic Formula 500/ Formula 3500cc Race Assn
- Formula3.cc Архив на оригинала от 2009-07-24 в Wayback Machine. – Новини за Ф3 и млади пилоти
- F3History – История на Ф3 (основно колите)
- Formula 3 Архив на оригинала от 2010-07-21 в Wayback Machine. Статистика за Японската Ф3
- ItaliaRacing.net Най-популярния сайт за новини от пистовия автомобилен спорт
- vladimir-speed.com Архив на оригинала от 2009-08-31 в Wayback Machine. Официалния сайт на Владимир Арабаджиев